# فرودگاه یولاخ
فرودگاه یولاخ (ترکی آذربایجانی: Yevlax Hava Limanı) (یاتا: YLV، ایکائو: UBEE) یک فرودگاه در شهر یولاخ در جمهوری آذربایجان است.